# Моята сладка лъжа
„Моята сладка лъжа“ (на турски: Benim Tatlı Yalanım) e турска комедийна драма, започнала излъчването си премиерно през лятото на 2019 г.

## Сюжет
Нежат (Фуркан Палалъ) и дъщеря му Кайра живеят щастлив живот. Той е успешен рекламен директор, но винаги намира време за дъщеря си, след като съпругата му го напуска, докато Кайра е още бебе. Въпреки това Нежат никога не е успял да сподели с Кайра истината за изчезването на майка ѝ, а продължава да поддържа версията, че тя някой ден ще дойде на рождения ѝ ден. Нежат дори пише писма и изпраща картички, адресирани до Кайра от нейната „майка“.
Един ден, докато проучва места за рекламни снимки, Нежат попада в сладкарница, управлявана от красивата Суна (Аслъ Бекироолу). Разбирайки за намеренията му, Суна го отблъсква, мислейки, че спекулира с имоти. Когато по-късно разбира, че Нежат е искал да помогне на бизнеса ѝ и да го използва като място за снимки, тя изпитва угризения и прави торта. Суна проследява Нежат до дома му и улучва партито на Кайра. Кайра стига до грешното заключение, че Суна е нейната майка. Нежат не му дава сърце и потвърждава тази лъжа...

## Излъчване
| Сезон | Епизоди | Начало на сезона | Край на сезона   | Всички епизоди | ТВ сезон | ТВ канал | Дата и час               |
| ----- | ------- | ---------------- | ---------------- | -------------- | -------- | -------- | ------------------------ |
| 1     | 28      | 13 юни 2019      | 28 декември 2019 | 1 – 28         | 2019     | Star TV  | четвъртък/събота (20:00) |

### В България
| Сезон | Епизоди | Начало на сезона   | Край на сезона | Всички епизоди | ТВ сезон | ТВ канал   | Дата и час                 |
| ----- | ------- | ------------------ | -------------- | -------------- | -------- | ---------- | -------------------------- |
| 1     | 95      | 7 февруари 2023 г. | 19 юни 2023 г. | 1 – 95         | 2023 г.  | Dizi (TDC) | всеки делничен ден (22:10) |

В България сериалът започва излъчването си на 7 февруари 2023 г. по Dizi (Timeless Dizi Channel) и завършва на 19 юни. След това продължават да се излъчват повторения по Dizi.  Дублажът е на студио „Медиа Линк“ и ролите се озвучават от Яна Огнянова, Гергана Стоянова, Елена Бойчева, Момчил Степанов и Станислав Димитров.
== Актьорски състав
```
==
```

- Фуркан Палалъ – Нежат Йълмаз
- Аслъ Бекироолу – Суна Доан Йълмаз
- Лавиня Юнлюер – Кайра Йълмаз
- Гонджа Саръйълдъз – Ханде Еймен
- Аслъ Инандък – Сание Доан
- Джем Зейнел Кълъч – Хайри
- Сади Джелил Дженгиз – Рафет Доан
- Седа Тюркмен – Бурджу Ерен
- Ахмет Сараджоолу – Шефкет Доан
- Севде Зехра Йълдъръм – Джанан
- Тунджай Кайнак – Екрем